# Dunean
Dunean és una concentració de població designada pel cens dels Estats Units a l'estat de Carolina del Sud. Segons el cens del 2000 tenia 4.158 habitants.

## Demografia
Segons el cens del 2000, Dunean tenia 4.158 habitants, 1.779 habitatges i 1.056 famílies. La densitat de població era de 967,1 habitants/km².
Dels 1.779 habitatges en un 25% hi vivien nens de menys de 18 anys, en un 38,1% hi vivien parelles casades, en un 16,8% dones solteres, i en un 40,6% no eren unitats familiars. En el 34,1% dels habitatges hi vivien persones soles el 14,6% de les quals corresponia a persones de 65 anys o més que vivien soles. El nombre mitjà de persones vivint en cada habitatge era de 2,34 i el nombre mitjà de persones que vivien en cada família era de 2,95.
Per edats la població es repartia de la següent manera: un 22,3% tenia menys de 18 anys, un 9,4% entre 18 i 24, un 30% entre 25 i 44, un 20,8% de 45 a 60 i un 17,5% 65 anys o més.
L'edat mediana era de 38 anys. Per cada 100 dones de 18 o més anys hi havia 90,9 homes.
La renda mediana per habitatge era de 25.319 $ i la renda mediana per família de 32.563 $. Els homes tenien una renda mediana de 25.332 $ mentre que les dones 21.651 $. La renda per capita de la població era de 13.833 $. Entorn del 16,9% de les famílies i el 18,8% de la població estaven per davall del llindar de pobresa.

## Poblacions més properes
El següent diagrama mostra les poblacions més properes.